# Chris Farley
Christopher Crosby "Chris" Farley, född 15 februari 1964 i Madison, Wisconsin, död 18 december 1997 i Chicago, Illinois, var en amerikansk skådespelare och komiker.
Han fick sitt genombrott i början av 1990-talet som en av komikerna på klassiska Saturday Night Live. Både där och i senare filmer arbetade han ofta med kollegorna David Spade, Dana Carvey och Mike Myers.
Farley använde sin egen övervikt som ett komiskt verktyg och drev hejdlöst med sin otymplighet. Hans maniska komedistil utan spärrar kan jämföras med John Belushis, en annan komiker i Saturday Night Live.
Farley avled av en överdos av bland annat kokain.
Han var bror till Kevin P. Farley och kusin till Jim Farley.

## Filmografi
- 1990–1995 – Saturday Night Live (TV-serie)
- 1992 – Wayne's World
- 1993 – Wayne's World 2
- 1993 – Coneheads
- 1994 – Airheads
- 1995 – Tommy Boy
- 1996 – Black Sheep
- 1997 – Vild och galen i Beverly Hills
- 1998 – Dirty Work
- 1998 – Almost Heroes